# Salomon Malka
Pour les articles homonymes, voir Malka.
Salomon Malka, né le 4 octobre 1949 au Maroc, est un journaliste et écrivain français.

## Biographie
Diplômé d’études supérieures en science politique, fondateur et ancien directeur de la Radio de la communauté juive (RCJ), Salomon Malka fut également directeur de L'Arche, magazine du judaïsme français, jusqu'en juillet 2018. Il collabore régulièrement à de nombreux journaux et revues comme La Vie, Le Monde des religions, Figarovox, Marianne… 
Élève et disciple d'Emmanuel Levinas, il lui consacre une biographie, Levinas, la vie et la trace, ainsi qu'un second ouvrage, Samedi prochain à Auteuil: Les leçons de Levinas. Il est également l’auteur d’essais consacrés à Franz Rosenzweig et Vassili Grossman. Salomon Malka collabore aux Mardis de la philosophie et est membre du jury du prix des Spiritualités.
Il est fait chevalier des Arts et des Lettres le 14 août 1989 (par décret de Jack Lang). Il a également participé, en 2006, au Larousse des Religions.

## Distinctions
- Chevalier de l'ordre des Arts et des Lettres (1989)